# Ange-Louis Janet
Pour les articles homonymes, voir Janet.
Ange-Louis Janet, également connu sous le pseudonyme de Janet-Lange, né le 26 novembre 1815 à Paris,, où il est mort le 22 novembre 1872, est un peintre, illustrateur, lithographe et graveur français.

## Biographie
Fils de François Pierre Janet, marchand d'estampes sur Paris et de Marie Élisabeth Lecors, Ange-Louis Janet est admis en 1833 à l'École des beaux-arts de Paris dans les ateliers d'Ingres, d'Alexandre Colin et d'Horace Vernet avec lequel il exécuta des dessins de l'Histoire de Napoléon. Il débute au Salon en 1836 et il continue d'y participer jusqu'en 1870. Il peint des scènes de chasse, des costumes militaires et des portraits et compose des tableaux retraçant des épisodes de l'histoire française, comme la guerre de Crimée de 1853-1856, la campagne d'Italie de 1859 ou l'expédition du Mexique de 1861 à 1867.
Il fournit des illustrations pour des journaux comme L'Illustration, Le Tour du monde, le Journal amusant et le Journal pour rire ainsi que pour de nombreux ouvrages littéraires.
Vers la fin de la Monarchie de Juillet, le maréchal Soult, alors membre du gouvernement, le chargea de réaliser des dessins de nouveaux uniformes pour 1848, projet inabouti à cause de la Révolution de cette même année.
Son frère cadet, Gustave Janet, illustrateur, graveur et lithographe, travailla avec lui.

## Galerie

Œuvres d'Ange-Louis Janet
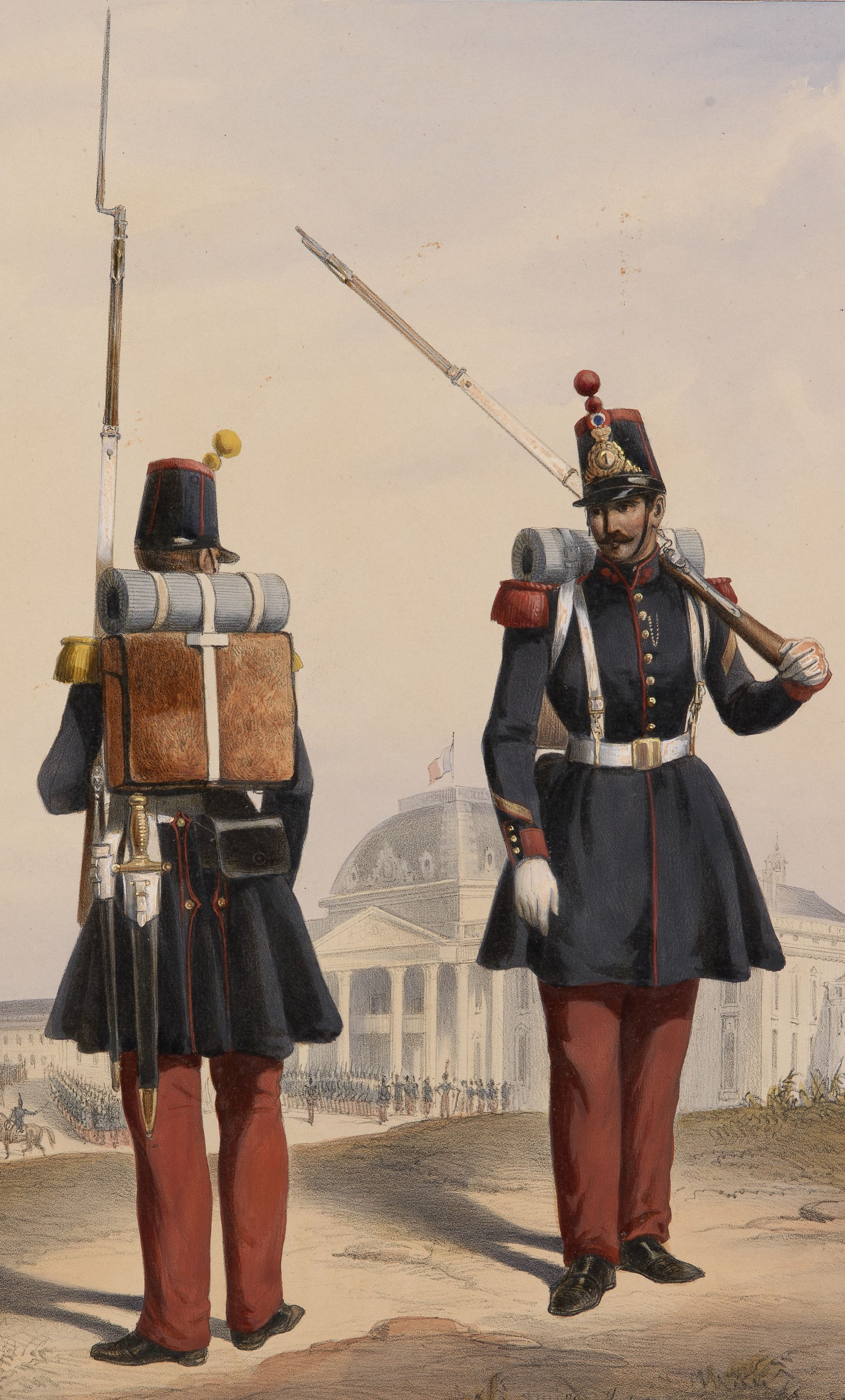
Projet d'uniformes (abandonné) pour l'infanterie de ligne de 1848.
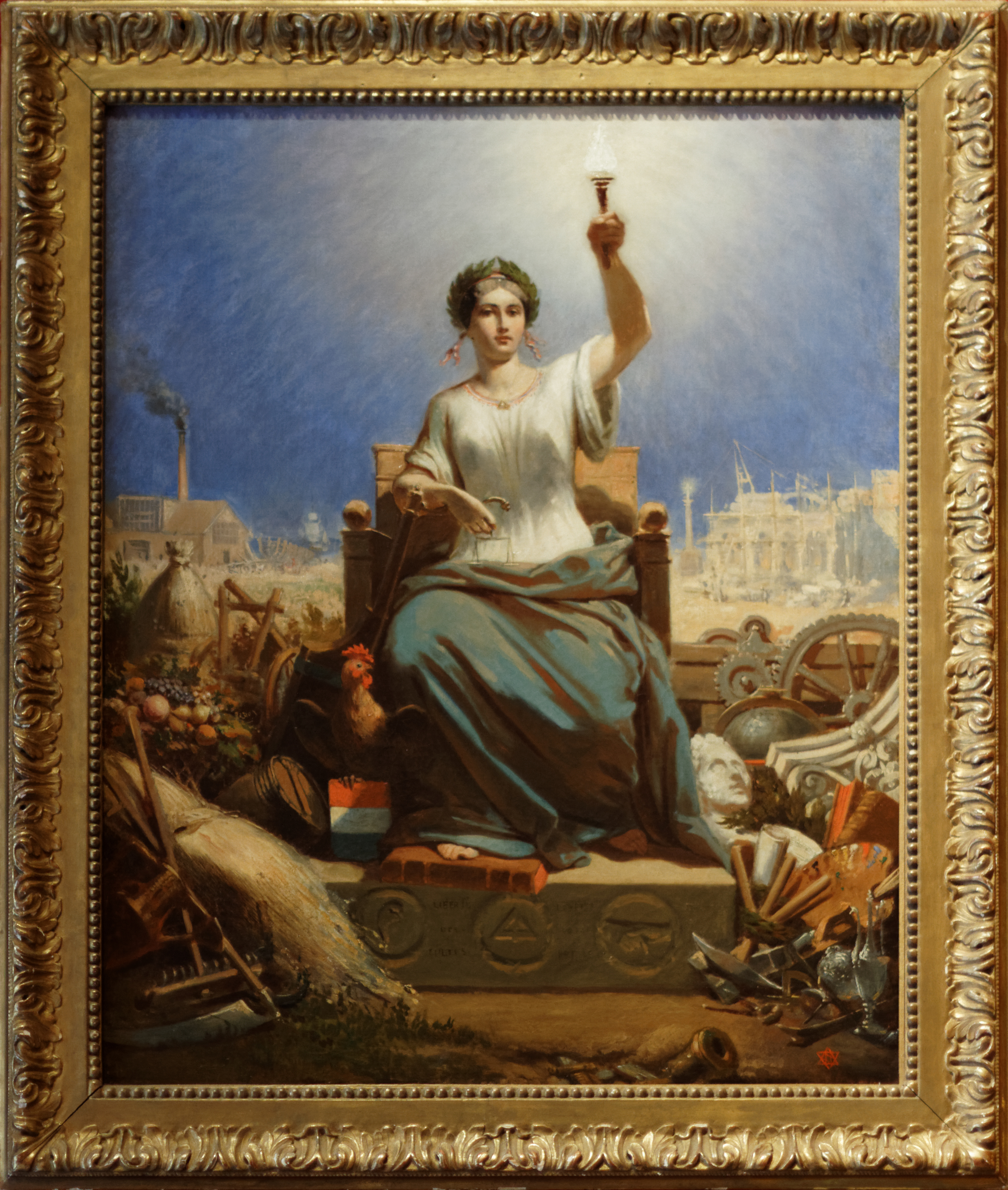
La République, 1848, Paris, Musée Carnavalet
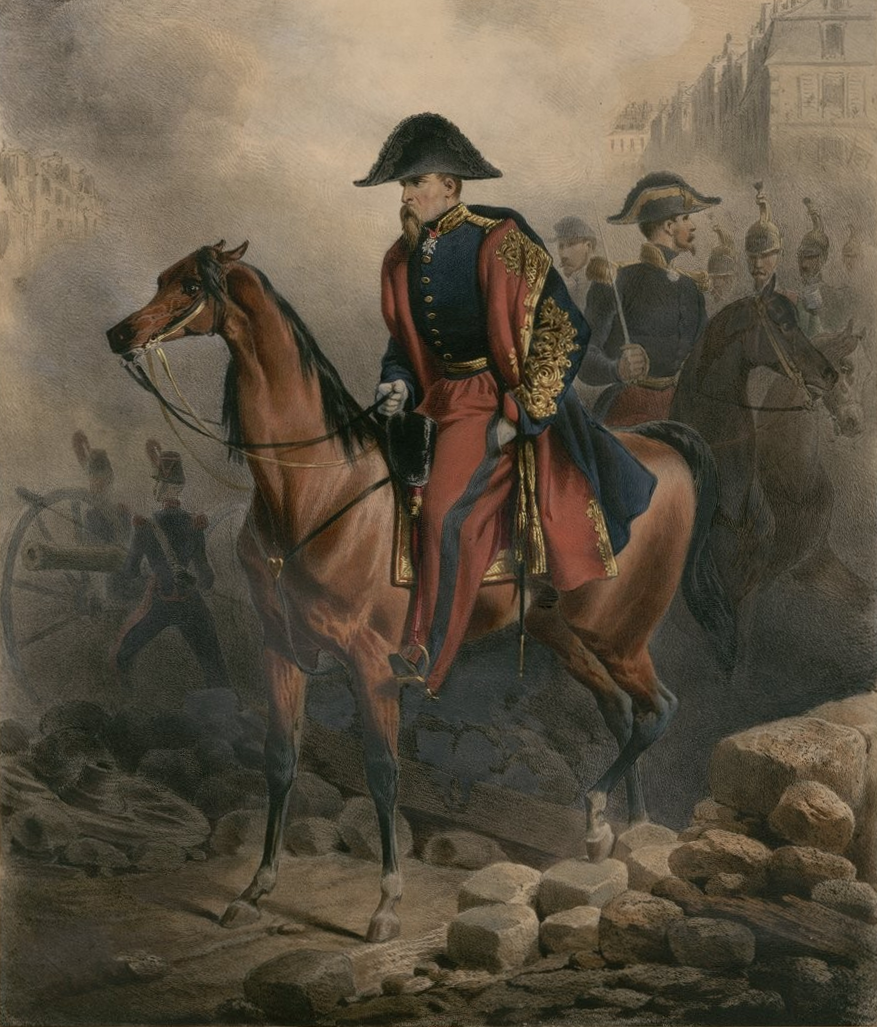
Portrait à cheval d'Eugène Cavaignac
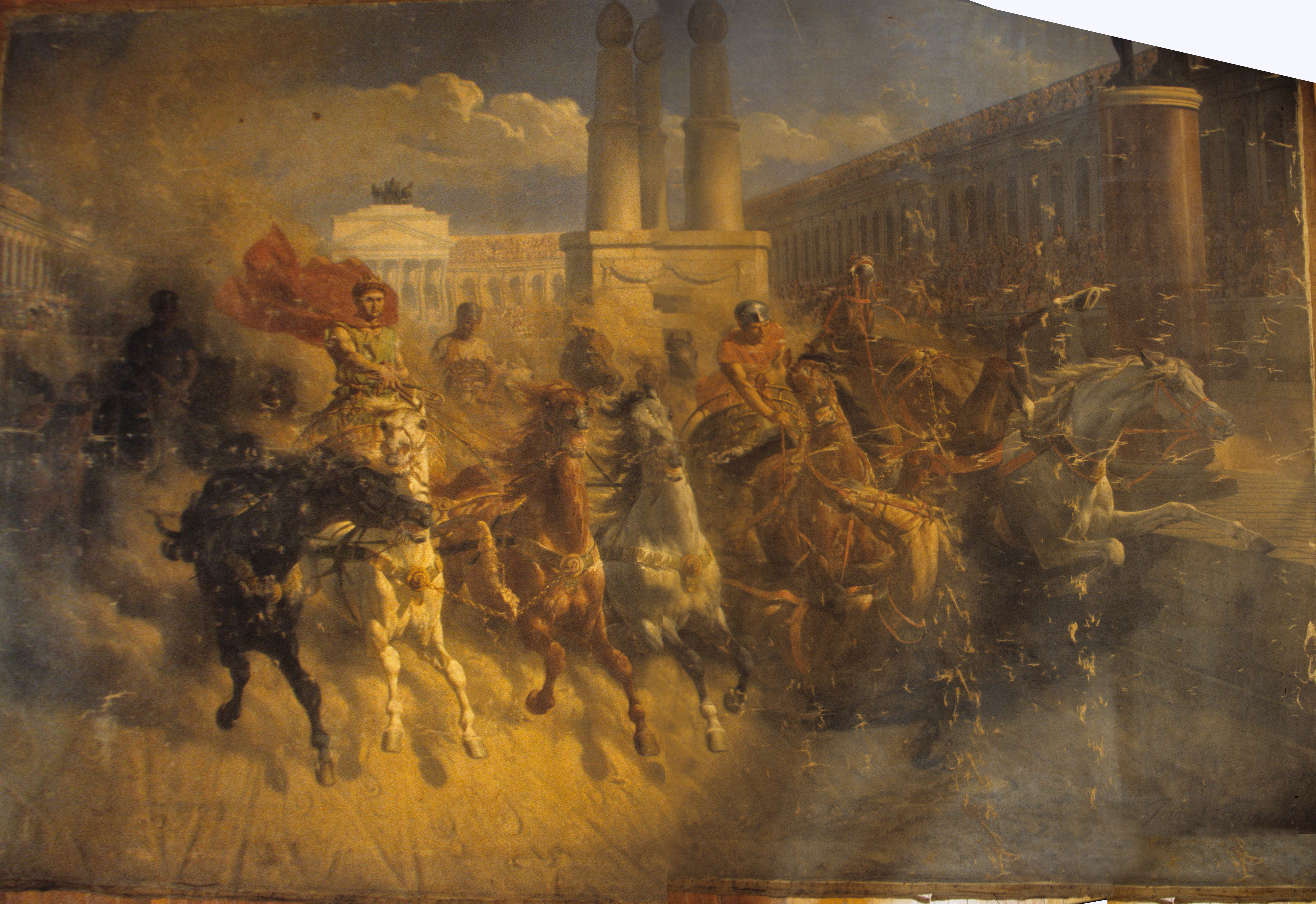
Néron disputant le prix de la course aux chars aussi appelé Néron au cirque, 1855, Musée des beaux-arts de Chambéry
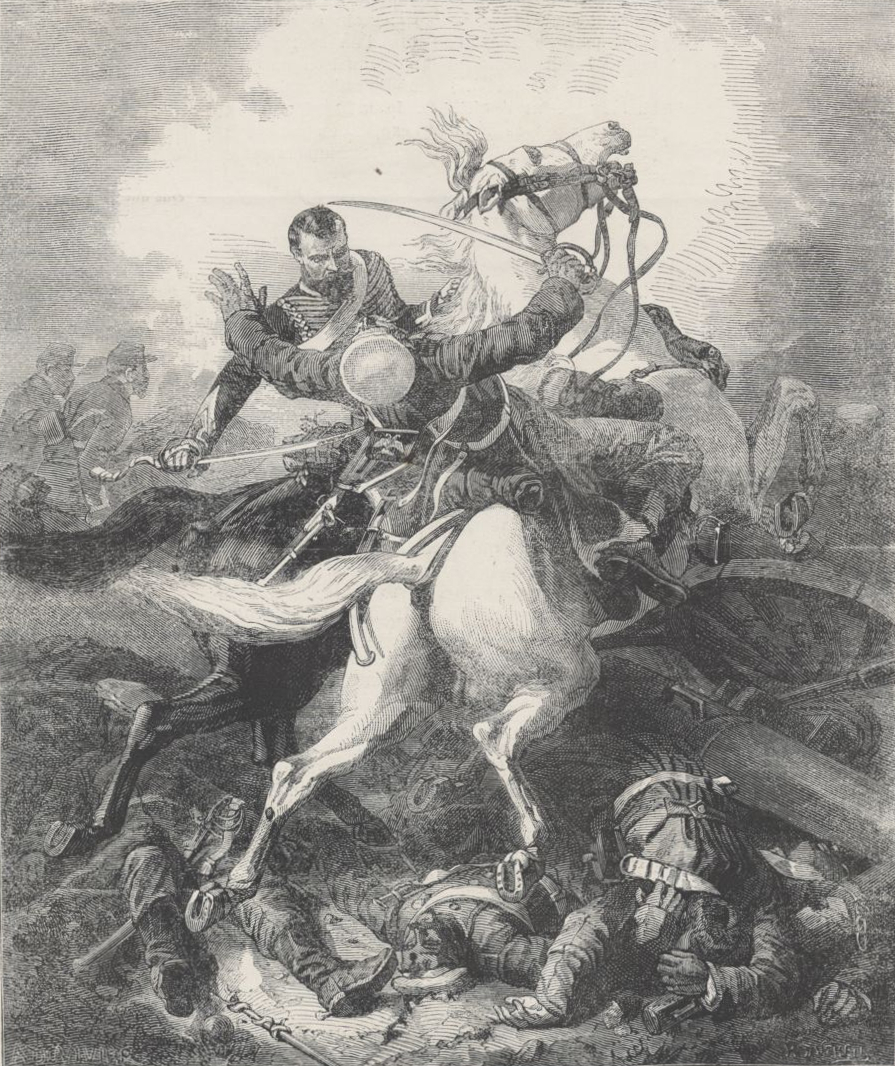
Épisode de la Guerre de Crimée, reproduction de Duvivier pour Le Monde Illustré (1872)
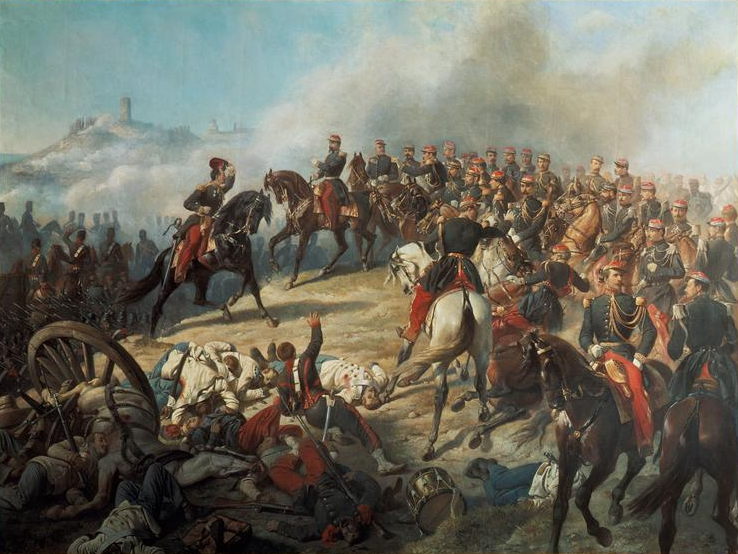
Napoléon III et sa maison militaire à la bataille de Solférino, 24 juin 1859, 1861, Château de Versailles
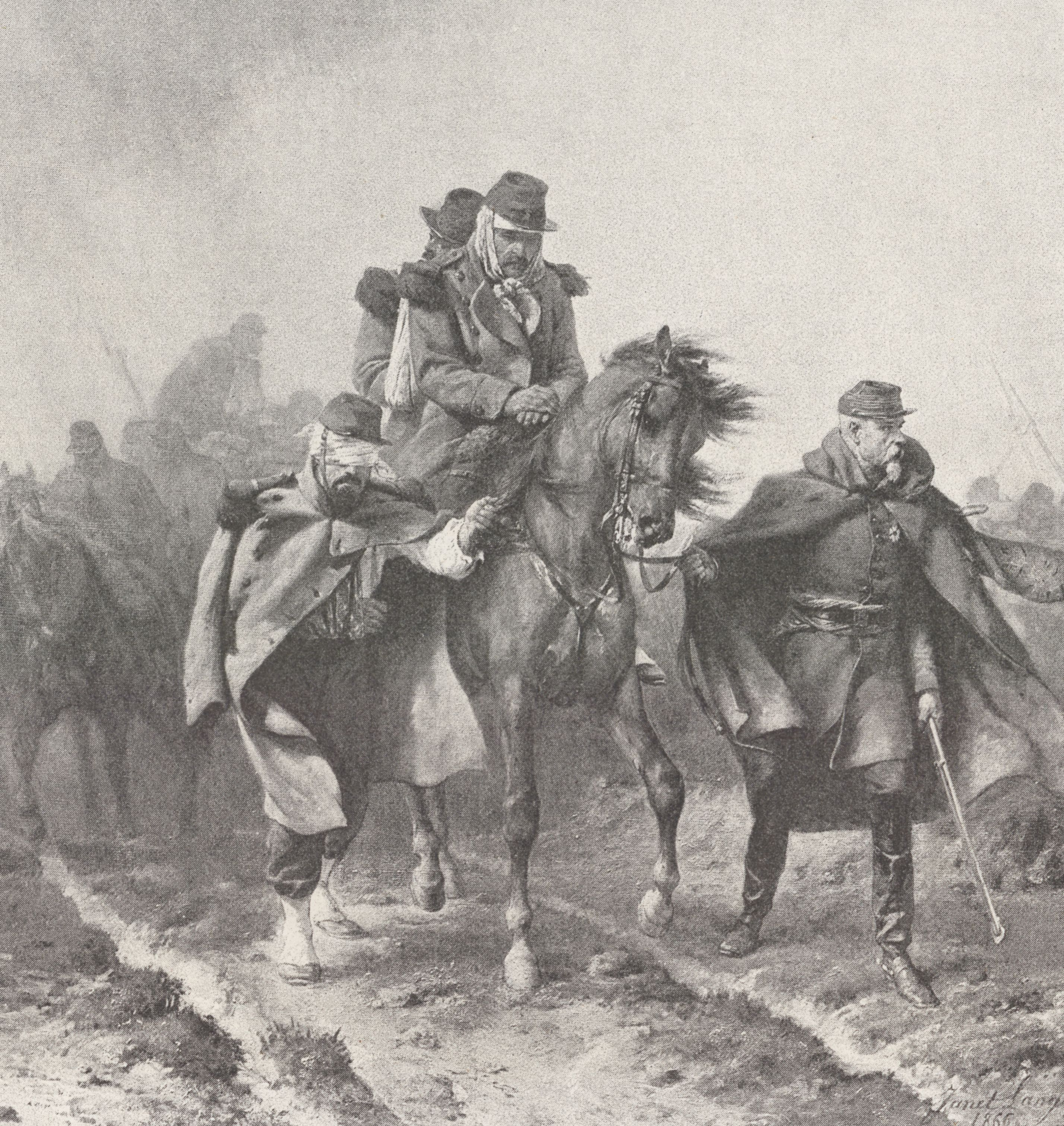
Allant à l'ambulance, 1866. Pour l'ouvrage En campagne de Jules Richard (alias de Thomas Jules Richard Maillot)
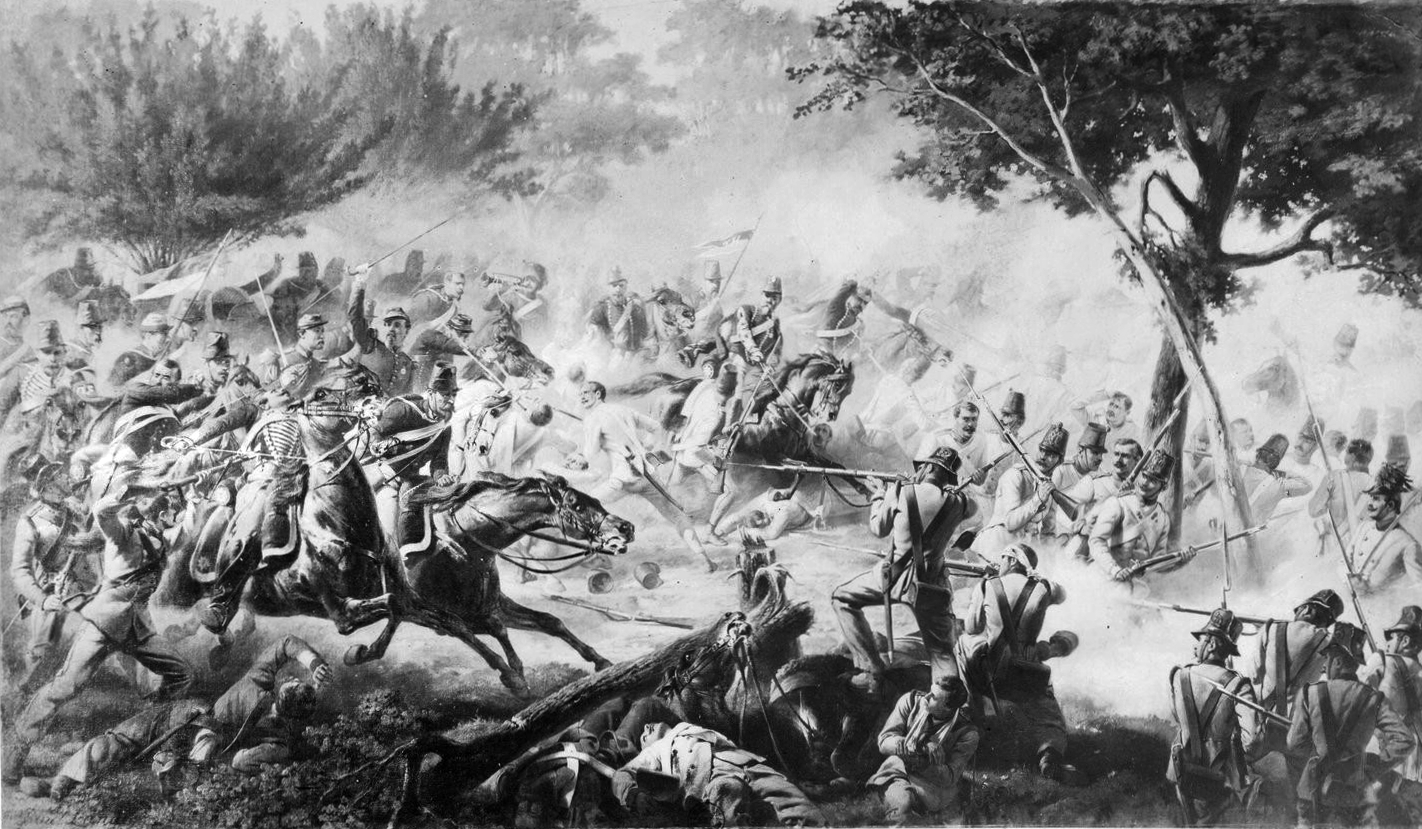
La cavalerie française aux prises avec des fantassins autrichiens, photographie (contraste restauré)
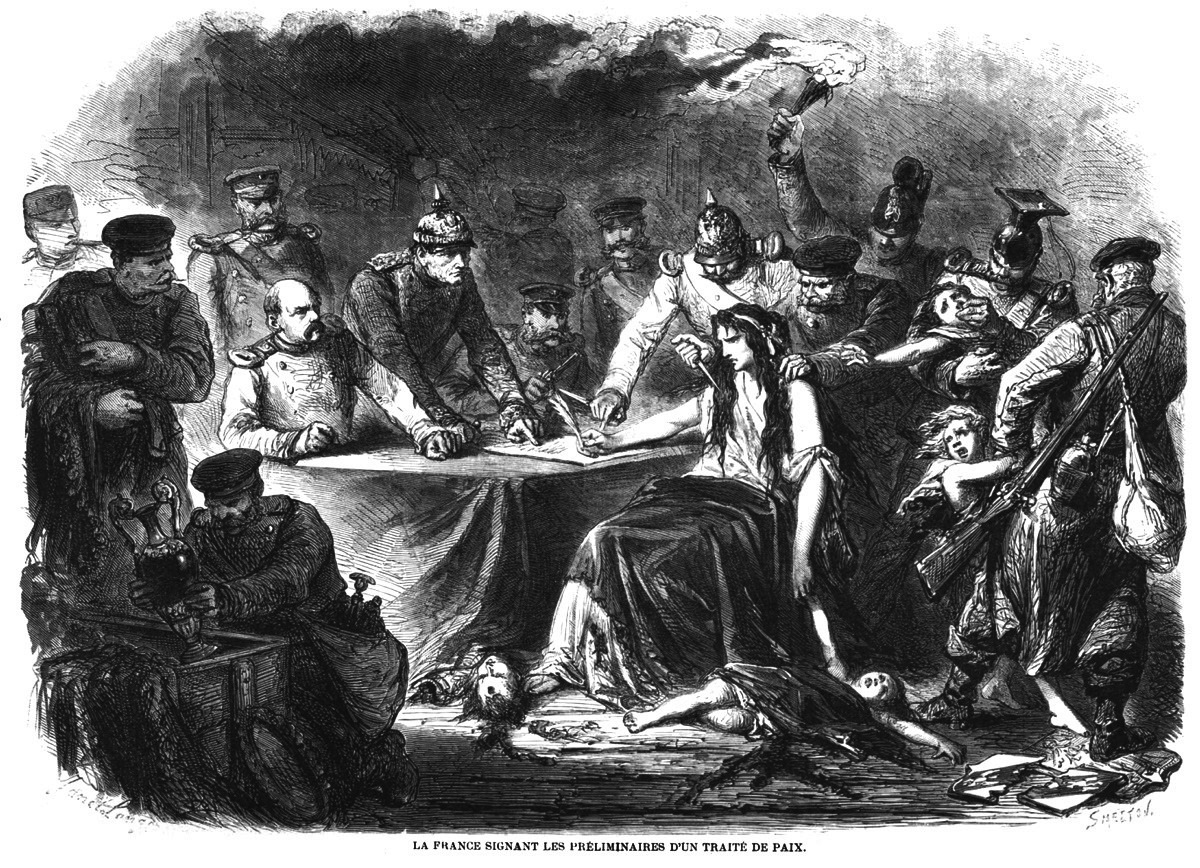
La France signant les préliminaires d'un traité de paix (L'Illustration, 11 mars 1871).

## Salons
Ange-Louis Janet a participé aux salons artistiques suivants (en règle générale avec son pseudonyme Janet-Lange) :
- Salon de 1836 : Ecurie de poste, Un haras
- Salon de 1839 : Jésus-Christ au jardin des Oliviers
- Salon de 1843 : Isaac bénissant Jacob
- Salon de 1844 : Abdication de Napoléon à Fontainebleau, le 14 avril 1814
- Salon de 1845 : Le bon pasteur
- Salon de 1846 : Autre sujet de chasse, mort du Renard; L'émerillon; La petite porte du parc; Sujet de chasse; L'amazone, portraite de Mme de C...
- Salon de 1847 : Le baiser pris; Le baiser rendu; Portrait de M. N..., maître des requêtes, chef du cabinet du ministre des finances; Promenade à cheval
- Salon de 1848 : Portrait de M. L...
- Salon de 1849 : Les disciples d'Emmaüs. Commandé par le Ministère de l'Intérieur
- Salon de 1855 : Néron disputant le prix de la course aux chars
- Salon de 1857 : Napoléon III distribuant des secours aux inondés de Lyon en juin 1856
- Salon de 1859 : Épisode du combat de Koughil (Crimée)
- Salon de 1861 : L'Empereur et sa maison militaire à Solférino
- Salon de 1863 : Charge du 2e hussards à l'attaque de la ferme de Casanova ; bataille de Solférino. Acquisition par le Ministère d'Etat.
- Salon de 1864 : Combat d'Altesco, le 14 avril : épisode de la guerre du Mexique
- Salon de 1865 : Une chasse à tir à la faisanderie de Compiègne
- Salon de 1866 : Allant à l'ambulance; Le dernier ami
- Salon de 1867 : Les pourvoyeurs de la cantine
- Salon de 1868 : Épisode du siège de Puebla. Acquisition par la Maison de l'Empereur.
- Salon de 1870 : Allons, cocotte, baisez ce maître !; Passage de la Gemmi, près Louêche-les-Bains (Valais)

## Élèves
- Hippolyte Dutheil